# حیدری نعمتی
حیدری نعمتی نام «دو فرقهٔ غوغا» بوده‌است که از زمان صفویه تا دهه‌های اخیر در اکثر شهرهای ایران حضور داشته و با هم درگیری داشته‌اند. در اصطلاح، جنگهای حیدری نعمتی به درگیری‌هایی در جوامع مدنی گفته می‌شود که منشأ منطقیِ درستی ندارد و سرچشمه گرفته از تعصبات عوام است.
پیروان دسته نعمتی نشأت گرفته از صوفی مشهور و شاعر کرمانی، سید شاه نعمت‌اللّه ولی (وفات ۳۱ یا ۱۴۳۰ م) بودند و پیروان دسته حیدریه یا میرحیدری مریدان سلطان قطب‌الدین حیدر تونی، (وفات ۱۴۶۲ م) بودند. شاگردان هر دو شیخ بسیار زود پیروانی از ساکنان تبریز پایتخت نخست صفویان، به‌دست آوردند. تضاد و تخالف آن‌ها (حیدری و نعمتی) احتمالاً در مناقشهٔ فرقه‌ای سنت و تشیع ریشه دارد. با وجود آن‌که تبریز و دیگر شهرها با حاکمیت صفویان شیعه شدند؛ افول و زوال دستهٔ حیدریه حتی پیش از برآمدن صفویان و خروج نعمت‌اللهیه به هند، در دورهٔ شاه عباس رخ داد. اما درگیری شهری و ازدیاد آن با پافشاری بر نزاع و ادامه یافتن (نزاع) با انگیزهٔ نام نهادن مخاصمات بر دستهٔ خودشان ادامه یافت. از اواخر قرن هجدهم میلادی فرقه صوفیه نعمت‌اللهی، دوباره به ایران راه یافت که در آن زمان منطقهٔ شهری نعمتی به‌طور کلی پدیدهٔ نامانوسی بود.

## سابقه تاریخی
حیدری و نعمتی، یا به‌عبارت دیگر، امیرحیدری و نعمت اللهیه، به مخاصمات دو طرفهٔ میان بخش‌های شهری در عصر صفوی و پس از آن در ایران گفته می‌شود. از اواخر سدهٔ ۹ه‍/۱۵م تا دهه‌های اخیر، شماری از شهرها و قصبات ایران بر اساس تقسیم محله‌های مجاور به دو گروه لحاظ می‌شده‌اند که یکی به‌عنوان حیدری‌خانه و دیگری به‌عنوان نعمتی‌خانه شناخته می‌شد. ساکنان هر محله به طرف مقابل تحقیر و اهانت‌شان را ابراز می‌داشتند و به‌طور دوره‌ای با هم برخورد و جنگ‌های عمومی داشتند. ریشهٔ نام آن‌ها و دلایل تخالف و خصومت‌شان عموماً برای اعضای این گروه‌ها شناخته‌شده نبود. محل قرارگرفتن و ترکیب حیدری‌خانه و نعمتی‌خانه به هم بی‌ارتباط بود، به‌گونه‌ای که در برخی مناطق تا بیرون حومهٔ شهر امتداد می‌یافت. همچنین عضویت در این گروه‌ها با وابستگی‌های فرقه‌ای، سیاسی و اجتماعی‌شان متناظر نبود.
در اوایل سال ۱۵۷۱ م سیاحی ایتالیایی گزارش نمود که ۹ محلهٔ تبریز (پایتخت صفویان تا سال ۱۵۵۱) میان نعمتی‌ها و حیدری‌ها بخش شده‌است که پنج محله به نعمتی‌ها و چهار محله به حیدریان تعلق دارد، او علاوه بر این می‌افزاید که این عداوت بیش از سیصد سال است که پا بر جا بوده‌است. سر ژان شاردن، در سدهٔ بعد، این وضعیت در تبریز را تأیید می‌کند و بیان می‌دارد که فرقه‌های مذکور «کُل ایران» را به بخش‌هایی تقسیم کرده‌اند. «شهر اصفهان به دو محله، یکی به نام جوپارهٔ نعمت‌اللهی که رو به شرق است و دیگری به نام دارودستهٔ حیدری‌ها که رو به سوی غرب دارد، تقسیم شده‌است… این دو سکونتگاه … در واقع دو جناح (فرقه) هستند که حد و حدود و مرز شهر را تشکیل می‌دهند». در تعطیلات عمومی یکی از طرفین برای حفظ برتری خود به دیگری حمله می‌کند و در روزهای عادی کشتی‌گیران و لوطی‌های جوان هر دسته، برای دستهٔ دیگر، رجزخوانی می‌کردند. گاهی‌اوقات درگیری‌های تمام‌عیاری با بیش از صد جنگنده در میدان اصلی یا دیگر بخش‌ها رخ می‌داد. شرکت‌کننده‌ها عموماً از طبقات پایین‌دست بودند و با سنگ و چوب درگیر می‌شدند که معمولاً شامل کشته‌های کم و مجروحان بسیار بود. این گروه‌بندی دست‌کم تا پایان دههٔ ۱۹۵۰ میلادی در روستاهای جلگهٔ رودشت، در شرق اصفهان، به قوت خود باقی بود. شایان ذکر این‌که ملاکان و متنفذین این نواحی از این درگیری‌ها و مخاصمات برای بهبودی در دست‌یابی به آب یا برای بسط اقتدارشان بهره می‌بردند.
ژان باتیست تاورنیه که در قرن هفدهم می‌نوشت، این نکته را می‌افزاید که در مراسم آیینی در اصفهان هر دو گروه شرط‌های سنگینی روی گاو، خرس‌طعمه، خروس‌بازی و دیگر سرگرمی‌های عامه‌پسند می‌بستند. منجم شاه عباس نزاعی را ثبت کرده‌است که در سال (۱۵۴۹ م/۱۰۰۳ ه‍) میان حیدری‌ها و نعمت‌اللهی‌ها بنا بر دستور همایونی در میدان سعادت قزوین به وقوع پیوسته‌است، قزوین از سال ۱۵۵۵ تا ۱۵۸۸ پایتخت صفویه بود. درگیری مذکور به پیروزی دستهٔ «میرحیدری» انجامید و نزاع دومی هم در مکانی مقدس شکل گرفت. از دیگر موارد نزاع که شاه عباس در تحریک آن‌ها نقش داشت به درگیری‌هایی می‌توان اشاره کرد که پیترو دلاواله گزارش کرده‌است و برای انبساط خاطر و حظ شاه عباس بوده‌است.شاردن اظهار می‌کند هنگامی که شاه در اصفهان حضور نداشت، کلانتر شهر هیچ تلاشی برای جلوگیری از نزاع حیدری و نعمتی نمی‌کرد، به سبب این که منفعت درگاه او در نزاع آنان بود. درموارد دیگر، ناظران به اقدامات خونین- و گاه بیهوده- توجه داده‌اند که توسط مقامات محلی و نظامی شاه برای سرکوب درگیری‌های خودسرانه و خارج از کنترل حیدری-نعمتی‌ها صورت می‌گرفته‌است. علاوه بر این، حتی نزاعی اخیر در سال ۱۹۷۵ در اردکان فارس صورت پذیرفت.
در شوشتر، در دوره قاجار محله‌های شرقی شهر به نام حیدرخانه و محله‌های غربی شهر به نام نعمت‌خانه شناخته می‌شد و بین این دو منطقه درگیری و خصومت وجود داشت. این خصومتها و رقابت‌ها در مراسم مذهبی و به‌خصوص تاسوعا و عاشورا به اوج می‌رسید. در حیدرخانه خان از خاندان مرعشی و در نعمت‌خانه خان از خاندان کلانتر سکونت داشتند.
با وجود چنین پدیدهٔ خشن و غیرقابل اجتنابی، حتی انشعابات حیدری-نعمتی نزد فرادستانی قابل مشاهده بود که محله‌ها یا در دیگر سکونت‌گاه‌های فرقه‌ای زندگی می‌کردند. هنگامی که شاهزادهٔ قاجاری، مسعود میرزا ظل السلطان، که به‌تازگی در سال ۱۸۸۲ م به حکومت اصفهان منصوب شده بود، از تاریخ دسته‌بندی‌ها برحسب تقسیم شهر آگاهی یافت، با افتخار بیان داشت که سرور شما حیدری است و از آن‌جا که من یک حیدری هستم بگذارید نعمتی‌ها، به جهنم بروند. دشمنی و مخاصمه نیز می‌توانست در راستای مقاصد جدی‌تر سیاسی یا حزبی بهره‌برداری شود. در دزفول مقارن با نیمهٔ دوم قرن (۱۹ م)، نزد لوطی‌های طرف مقابل، آشوب و شورش حیدری و نعمتی پذیرفته شده‌بود که توسط قدرت‌های منطقه‌ای رقیب در بیرون از شهر تحریک می‌شد- در این بین شیخ خزعل از نعمتی‌ها جانبداری می‌کرد و خان‌های بختیاری هم در طرف حیدری‌ها بودند. در اردبیل هم مقارن با انقلاب مشروطه‌خواهی (۱۹۰۶ م) دو شورای انقلابی منطقه‌ای و رقیب راه‌اندازی شد و از آن‌جایی که رئیس شورای انقلابی یا انجمن راه‌اندازی شده، توسط شورای انقلابی و استانی در تبریز برگزیده می‌شد و آن هم متعلق به رستهٔ حیدری بود؛ دو طرف [حیدریان و نعمتیان] در نهایت در ائتلافی قبیله‌ای در خارج از شهر، در مقابل هم سنگربندی کرده و به روی هم آتش گشودند.

## ریشه نزاع
گروه نعمتی سرچشمه گرفته از پیروان شاه نعمت‌الله ولی، صوفی و شاعری سرشناس در کرمان بوده‌است. بسیاری از ناظران، اشاره کرده‌اند که منازعات حیدری و نعمتی، به‌طور منظم، دوره‌ای، اتفاقی، آیینی و نیز با ویژگی‌هایی مضحک رخ می‌داده‌است. در شیراز مقارن با ابتدای قرن ۱۹ م پنج محله از دوازده محله حیدری و پنج محله نعمتی بودند. (محلهٔ کلیمیان و ارامنه خارج از این تقسیمات بودند) جنگ تن به تن سه یا چهار بار در سال برگزار می‌شد. طبق گفتهٔ وابستهٔ سفارت انگلیس، یک بار در هفته در روز جمعه ساکنان این دو بخش (حیدریه و نعمتیه) به زمینی باز در بیرون از حصارهای شهر می‌رفتند و آغاز به درگیری و نزاع با سنگ و تسمه [قلاب سنگ]، می‌کردند. البته این عمل به‌ندرت به جنگ کامل با شمشیر و خنجر منجر می‌شد. خشونت و درگیری در طول تعطیلات ویژهٔ مذهبی و گردهمایی‌ها هم دور از ذهن نبود. در مراسمات ویژه‌ای که در میانهٔ قرن ۱۹ م به‌طور سالیانه در روز عید قربان در اصفهان برگزار می‌شد (مرسوم از دورهٔ صفوی) دو دسته نقش عمده‌ای ایفا می‌کردند. در این مراسمات مچه‌داران که آن‌ها بدن حیوان را تقسیم می‌کردند سه سهم از آن را به حیدری‌ها و سه سهم از آن را به نعمتی‌ها می‌دادند. درطول مراسم، هر دسته با همراهان خود از شهرستان‌های دور و روستاها که تعدادشان بیش از یک هزار نفر بود، رژه می‌رفتند. دسته‌ها که به‌طور جداگانه از محله‌های خود متشکل شده بودند، همه در میدان اصلی به هم می‌پیوستند و هنگامی که در حال رژه بودند، به رغم حضور نیروهای کلانتر، سراسر زمین کنار رودخانه [زاینده رود] را به زمین کشتار تبدیل کردند. با وجود نگهبانان و نیروهای اضافی، همیشه امکان درگیری و نزاع هنگام مواجههٔ دسته‌ها در تقاطع و نیز هنگام تقسیم گوشت قربانی وجود داشت، همچنین هر ساله سی تا چهل نفر زخمی و سه یا چهار نفر نیز کشته می‌شدند.
در تعطیلات اصلی شیعیان، یعنی در دهم محرم (عاشورا)، احساسات به واسطهٔ عزاداران عمومیت می‌یافت و رقابت بین دو دسته در صحنهٔ دسته‌بندی فراگیر می‌شد و نیز بسیار مشاهده شده‌است که آتش منازعه‌های خونین میان حیدری- نعمتی‌ها، به‌ویژه از جانب لوطی‌ها، نوچه‌ها و جوانان محله‌های رقیب، برافروخته شده‌است. منازعات حیدری و نعمتی، با وجود خونریزی‌های متناوب میان آن‌ها، از مرزهای خاصی تجاوز نمی‌کرد. فسایی به‌طور خاص تأکید می‌کند که تلفات در هنگام درگیری‌های دوره‌ای و دو طرفه منجر به تلافی‌جویی مستقیم نمی‌شد؛ بنابراین این مخاصمات، عملاً نزاع نبودند، بلکه مکانیسمی بود که به انتقام دوره‌ای و توهین‌های گذشته ارتباط داشت. هر درگیری میان حیدری‌ها و نعمتی‌ها می‌تواند به‌عنوان رویدادی هم‌زمان و گسسته لحاظ گردد، بدون توسل به توهین اجدادی برای انتقام یا بدون توسل به ایدهٔ چشم در برابر چشم. توصیف میزان درگیری‌ها در دوران متأخر سطح اندک خشونت شخصی، جایگزینی آسیب بدنی و واقعی به جای توهین‌های تشریفاتی و کار اجباری یا کودتای حساب‌شده را نشان می‌دهد. سرجان مالکوم، مشاهدات خود از ایام محرم را چنین بیان می‌کند: «آن‌ها هرچقدر هم طرف مقابل [دستهٔ رقیب] به‌واسطهٔ خانه‌هایشان آن‌ها را تحت فشار قراردهند، خانه‌هایشان را غارت و چپاول نمی‌کنند، اما به‌واسطهٔ پیروزی نماد و نشانه‌ای به صورت تبر بر هر دری می‌گذارند».
افراد درگیر در محله‌های رقیب (در نزاع و تعطیلات) بر حفظ استقلال محلات تأکید داشتند. در نُهم محرم (تاسوعا)، شماری از مردان از محله‌های رقیب در اردکان یزد، در مراسم پارسازنی با یک خر و خورجین و یک جفت سنج به جمع‌آوری اعانه و غذا و پول برای روز بعد اقدام می‌کردند که اگر هر دو طرف یکدیگر را در سرحدات (محله‌ها) می‌دیدند، جنگ و درگیری اجتناب‌ناپذیر می‌نمود. هر دسته از دیدن دیگر دسته در حیاط مرکزی حسینیه از روی کلک و حقه، به عنوان نقشه‌ای که در محوطه به آن پای‌بند بودند، به آن‌ها ابراز احترام می‌نمودند و با در آغوش گرفتن و بوسیدن به آن‌ها خوش‌آمد می‌گفتند. میان خانواده‌های حیدری و نعمتی، ازدواج هرگز منعقد نمی‌شد و برخی از حیدری‌ها اعتقاد به نجس‌بودن نعمتی‌ها داشتند و به حمام محلهٔ یکدیگر نمی‌رفتند. نسبت دادن خصوصیات زشت در جهت هیولا نشان دادن مخالفان رایج بود. نعمتی‌ها اعتقاد داشتند که پسری حیدری را این گونه می‌توان شناخت که در هنگام ادرار کردن می‌ایستند و چند قدم حرکت می‌کنند و سپس به‌طور غیرارادی، به جای اول برمی‌گردند و این کار را ادامه می‌دهند.
چندین سیاح اروپایی، نشانی از منشأ دودستگی گزارش داده‌اند که ریشه در دو رقیبی داشت که حاکمان دنیوی بودند. تاورنیه، شاردن و نیز دیگران، به شباهت‌ این منازعات با درگیری‌های قرون وسطایی ایتالیا، مثل گلف‌ها و گیبلن‌ها در فلورانس و کاستلانی‌ها و نیکولوتی‌ها در ونیز اشاره کرده‌اند. بدفهمی‌های آن‌ها از وجه تسمیه‌ای ناشی می‌شود که به القاب درویشان مربوط است (سلطان، میر، شاه)؛ به‌طور خاص در ایران و هند در قرون میانه، پیروان عرفا و درویشان اغلب عناوین حاکمان دنیوی را به آنان داده می‌دادند. نه‌تنها نویسندگان اروپایی که حتی نویسندگان ایرانی ادعا کرده‌اند که شهر می‌بایست به دلخواه و حکم پادشاهان تقسیم می‌گردید (روش همیشگی شاه عباس). کروسینسکی همچنین اضافه می‌کند که شاه عباس سعی در بنیان نهادن دو دسته‌بندی در شهر قندهار پس از فتح آن‌جا نمود، اما این فرمان رخ نداد چرا که  
(گورکانیان هند) قندهار را فتح کرده بودند.